# Индо-римская торговля

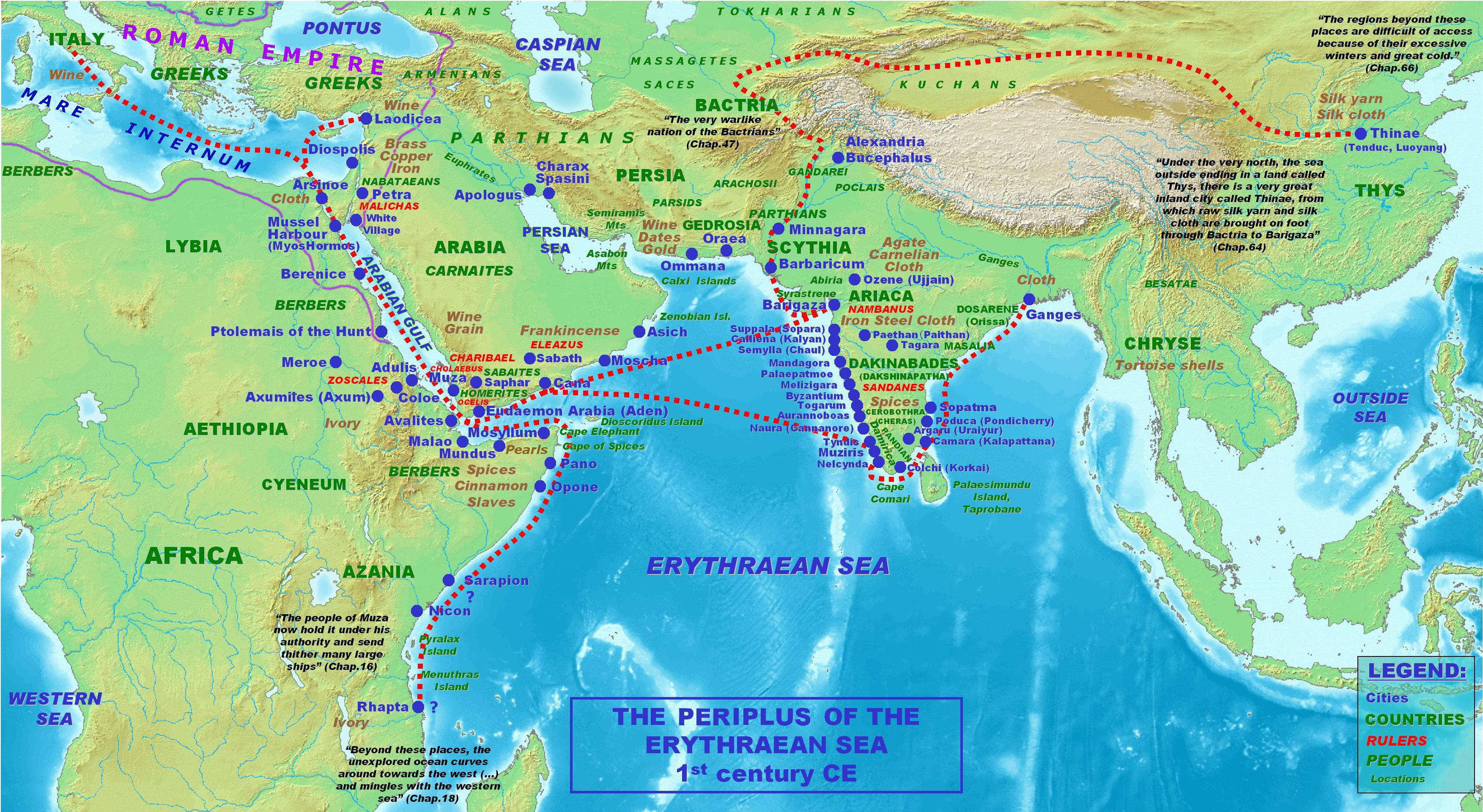
Торговые пути между Индией и Древним Римом.

Индо-римская торговля первоначально осуществлялась сухопутными путями через Армению и Персию, что существенно ограничивало её объём. До римского завоевания Египта монополией на морскую торговлю обладали Птолемеи. Присоединение Августом Египта активизировало торговые и культурные контакты Древнего Рима с Индией.
В начале нашей эры римляне освоили морскую торговлю через порты Красного моря, прибегая к посредству аксумитов. При Августе между египетским и индийским берегами ежегодно курсировало 120 торговых судов.

Адрианова дорога на карте провинции Египет во времена императора Адриана.

Торговля через Индийский океан расцвела в I—II вв. н.э. Моряки использовали муссоны для пересечения океана из портов Беренис , Лейкос Лимен [6] и Миос Гормос на побережье Красного моря Римского Египта к портам Музириса и Нелкинды на Малабарском побережье. Основными торговыми партнерами в Южной Индии были тамильские династии Пандея, Чола и Черас. В Индии найдено много римских артефактов, например на археологическом объекте Арикамеду в Пудучерри.
Наиболее подробное описание индо-римской торговли содержится в документе, предположительно середины I-го века н. э., известном как «Перипл Эритрейского моря». В нём упомянуты не только римские гавани Эритрейского моря (Арсиноя на месте современного Суэца, Береника и Миос-Гормос), но и целый ряд индийских портов. Лишь немногие из них удаётся идентифицировать по археологическим материалам (Барбарик — вероятно, современный Карачи), от большей же части сохранились только имена-гапаксы.
Индийские археологи до сих пор находят в Южной Индии клады римских монет. Некоторые тамильские правители заменяли выгравированные на монетах профили римских императоров на свои собственные и пускали их в оборот. Даже после захвата Северной Африки арабами в Индии продолжали жить христиане и евреи, однако в связи с прекращением коммерческого мореходства по Красному морю индийцам пришлось переориентировать свою торговлю на восток.

## Предпосылки

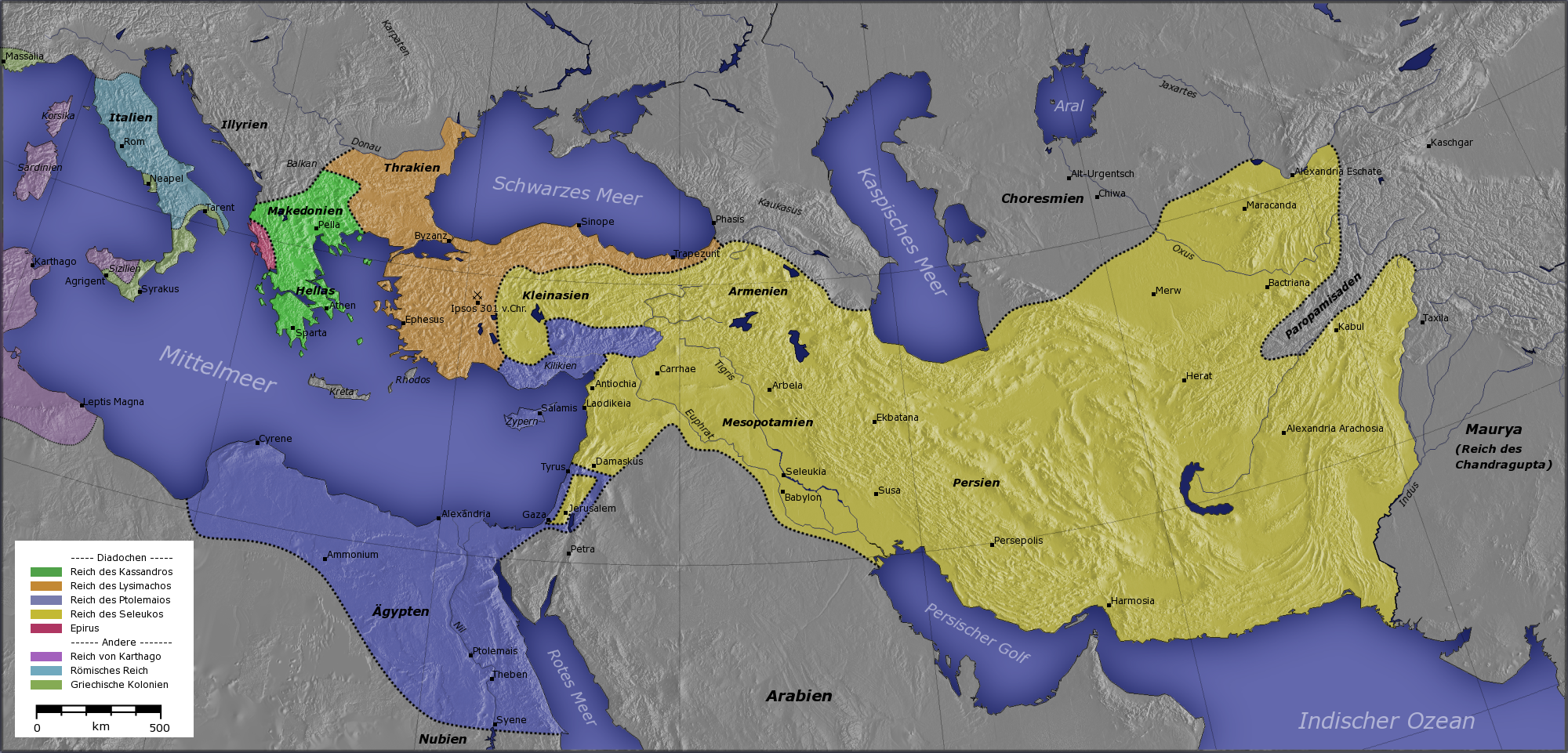
Династии Селевкидов и Птолемеев контролировали торговые сети в Индии к установлению Римского Египта.

Государство Селевкидов контролировало развитую сеть торговли с Южной Азией, которая раньше существовала под влиянием Империи Ахеменидов. Греческая династия Птолемеев, контролируя западную и северную часть других торговых путей в Южной Аравии и Южной Азии, начала использовать торговые возможности в регионе до начала римской экспансии, но, по словам историка Страбона, объем торговли между Южной Азией и греками было не сравнить с более поздним объемом индо-римской торговли.

Канал фараонов

Пришeдший в запустение Канал фараонов вновь был расчищен Птолемеем II Филадельфом. Как сообщает надпись на египетском языке, найденная в Тель Эль-Масхуте («Питомская стела»), это событие произошло в шестой год правления царя, то есть около 277 года до н. э. Диодор Сицилийский приписывает инженерам Птолемея II изобретение «остроумного шлюза», позволившего решить проблему перепада высот и возможного засоления нильской воды и почвы. 

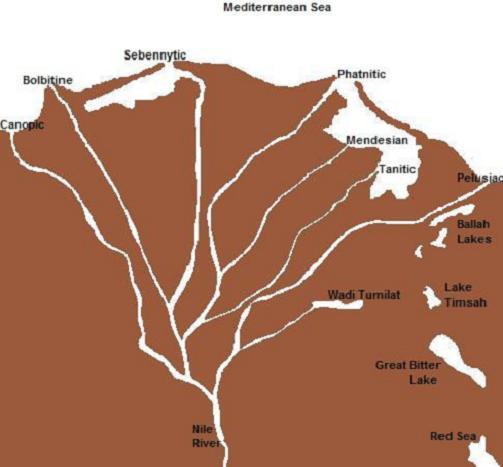
Древние рукава Нила

У выхода канала в Красное море был построен порт Арсиноя, названный в честь второй жены царя. Постепенное усыхание пелузийского рукава Нильской дельты сделало канал несудоходным уже при царице Клеопатре VII (I век до н. э.). (Его восстановили при римском императоре Траяне (начало II века н. э.), после чего он получил название «реки Траяна» или «рва Траяна» (лат. fossa Traiana).)
Перипл Эритрейского моря вспоминает о времени, когда морская торговля между Египтом и Индийского субконтинента не включала прямого сообщения; грузы тогда направлялись судами к Адену

Аден — арабский Ойдаймон, будучи городом, назывался счастливым, поскольку корабли не ходили из Индии в Египет или из Египта не осмеливались идти дальше, а только до этого места, оно получало грузы с обоих направлений, так же как Александрия получает товары и снаружи, и из внутренней части Египта.
-Gary Keith Joung, Rome’s Eastern Trade: International Commerce and Imperial Policy

Птолемеи ввели торговлю с юго-азиатскими государствами, используя морские порты Красного моря; с установлением Римского Египта римляне захватили и дальше развили уже существующую торговлю через эти порты.
Классические географы, такие как Страбон и Плиний Старший, как правило, очень задерживались с включением новой информации в свои произведения и, исходя из позиции уважаемых ученых, вероятно были пристрастны к простым купцам (из низшего класса) и их топографическим описаниям. «География» Птолемея является своего рода исключением в этом перечне, поскольку он продемонстрировал открытость к рассказам купцов, а то не смог бы так точно изобразить контуры Бенгальского залива, если бы не учел их отчеты. Маринус и Птолемей опирались на показания греческого моряка по имени Александр в описании о том, как достичь «Каттигары» (скорее всего Ок Ео, Вьетнам, где были обнаружены римские артефакты периода Антонинов) в Магнус Синус (то есть в Сиамском заливе и Южно-Китайском море), расположенном к востоку от Золотого Херсонеса (то есть полуострова Малакка). В произведении 1-го в. н. э. «Перипл Эритрейского моря» его неизвестный грекоязычный автор, купец из Римского Египта, предоставляет такие яркие рассказы о торговых города в Аравии, Пакистане и Индии, в том числе время в пути от рек и городов, где бросить якорь, расположение королевских дворов, образ жизни местных жителей и товары на их рынках, и благоприятное время года для отхода из Египта в тех местах для того, чтобы поймать муссонные ветры, что становится понятно: он побывал во многих из этих мест.

## Начало нашей эры

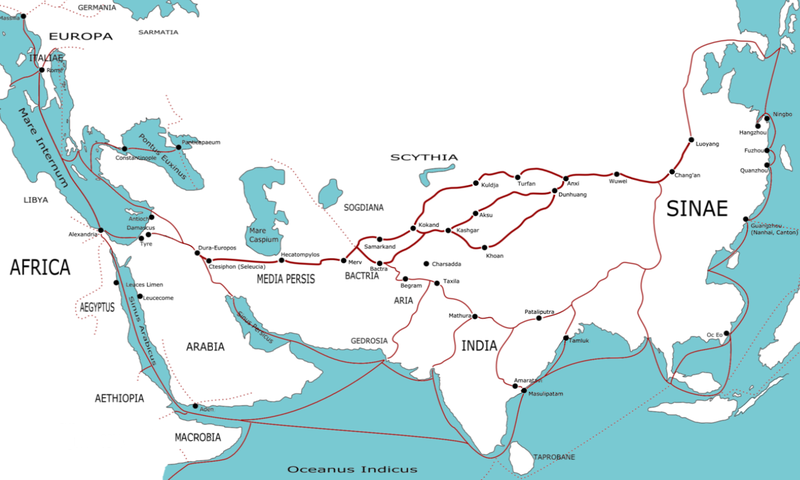

К римской экспансии разные народы Индийского субконтинента создали сильную морскую торговлю с другими странами. Резкий рост объемов торговли в портах Южной Азии, однако, произошел лишь после открытия Красного моря греками и римлянами и получения географических знаний о сезонных муссонах региона. В частности, есть свидетельства увеличения товарооборота между современной западной Индией и Древним Римом в первые два века нашей эры. Это расширение торговли было обусловлено сравнительным миром, установленным в Римской империи во времена Августа, что высвободило возможности для новых исследований. Таким образом, археологи на основе доказательств от артефактов и древней литературы предполагают, что существовали значительные коммерческие взаимоотношения между западной частью Индийского полуострова и Римской империи.
Западное побережье современной Индии упоминается в литературе того времени, такой как «Перипл Эритрейского моря». Эта территория отмечалась за ее тяжелые приливные течения, бурные волны и скалистое дно моря, которые сильно осложняли вход и выход кораблей с небольшим морским опытом в залив. Хотя многие корабли пытались ее обходить с целью предотвращения аварий, другие корабли интересовались попаданием внутрь залива.
Вблизи острова Бет Дварка в заливе Кач с 1983 года проводятся береговые и морские археологические исследования. Обнаруженные находки включают свинцовые и каменные предметы, которые похоронены в отложениях и считаются якорями за их осевые отверстия. Хотя маловероятно, что остатки корабельных корпусов уцелели, морские исследования 2000 и 2001 гг. выявили семь амфор различных размеров, два свинцовых якоря, сорок два каменных якоря различных типов, кучу черепков и круглый свинцовый слиток. Останки семи амфор были из толстого, грубого материала с жесткой поверхностью, подобные использовались для экспорта вина и оливкового масла из Римской империи. Археологи пришли к выводу, что большинство из них были амфорами для вина, поскольку на оливковое масло был меньший спрос на субконтиненте.
.

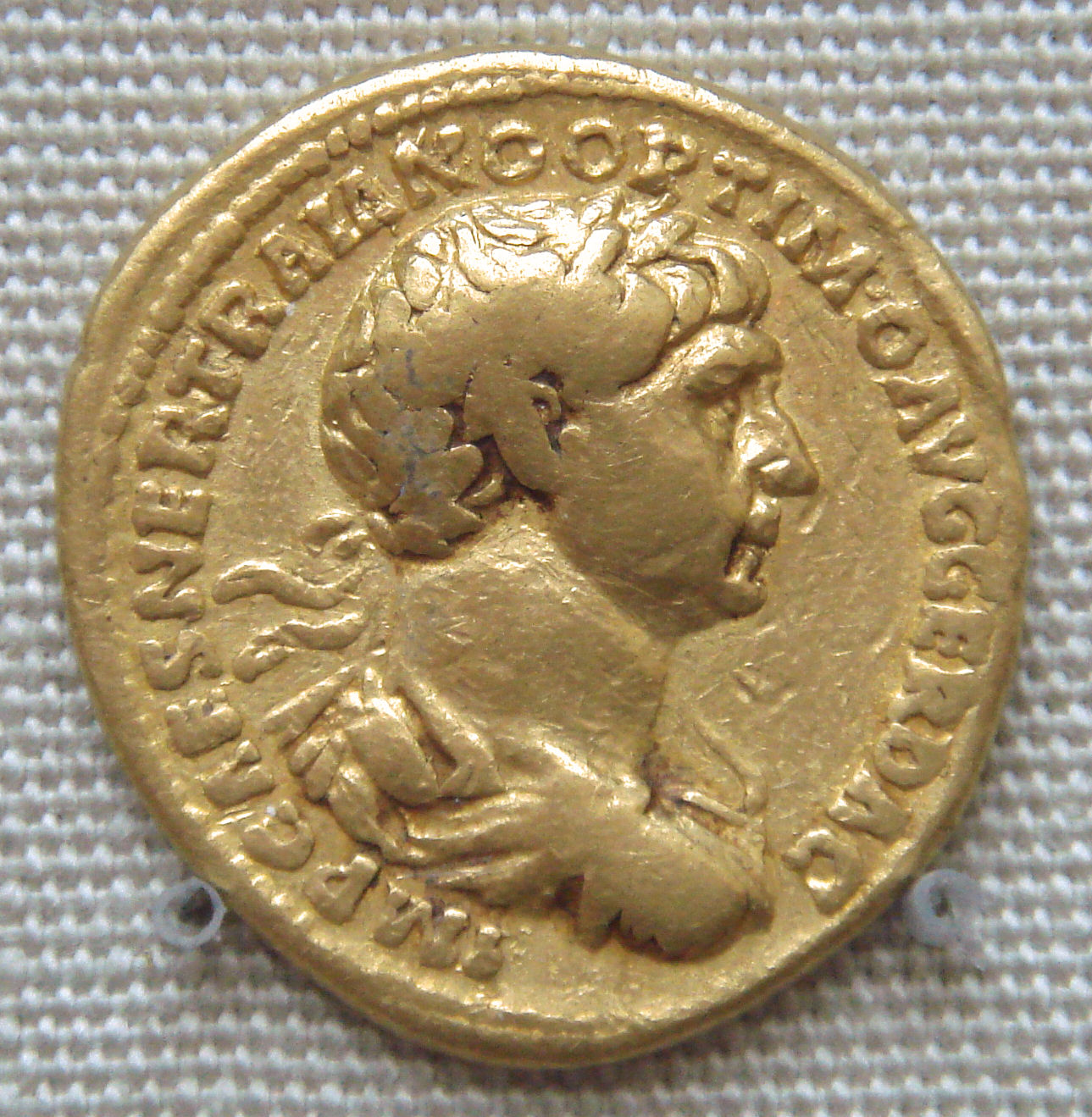
Монета Траяна, найденная вместе с монетами Кушанского правителя Канишки, в буддийском монастыре Анин Пош, Афганистан

По латинским источникам, Древний Рим импортировал индийских тигров, носорогов, слонов и змей, чтобы использовать для цирковых представлений. В одном из «Периплов» отмечалось, что римские женщины носили жемчуг из Индийского океана и использовали в пище приправы, специи, перец, Лицеум, Костус, кунжутное масло и сахар. Пигмент индиго использовался для цвета, а хлопчатобумажная ткань — для предметов одежды. Кроме того, с субконтинента экспортировалось черное дерево, из которого изготавливалась мебель в Римской империи. Римская империя также импортировала индийский лайм, персики и другие фрукты для медицины. Западная Индия в результате в то время получала большое количество римского золота.
В результате использования этого маршрута торговля между древней Римской империей и Индостаном выросла так, что римские политики и историки того времени осуждают крупномасштабный вывоз серебра и золота для покупки шелка с целью побаловать римских женщин. В конечном счёте Южный маршрут вырос так, что сначала затмил, а затем полностью вытеснил сухопутный торговый путь в Индию.
Поскольку надо было плыть узкими заливами Западной Индии, были разработаны и использовались специальные большие лодки. У входа в залив большие корабли (траппага и котимба) встречали и помогали иностранным судам благополучно войти в гавань. Эти корабли были способны на относительно длительные прибрежные походы. Их вид можно найти на нескольких сохранившихся печатях: на каждой печати изображены параллельные полосы, которые считаются балками корабля, а в центре судна есть одна мачта с треногой в основе.
Кроме недавних археологических исследований, существование тесных торговых отношений, а также развитие судостроения было подтверждено открытием нескольких римских монет. На этих монетах были изображены два типа крепких кораблей с мачтами. Кроме того, серебряные римские монеты, найденные в Западной Индии, в первую очередь, происходят из 1-го, 2-го и 5-го веков. Эти римские монеты также показывают, что Индийский полуостров имел стабильную морскую торговлю с Римом в 1-й и 2-й века нашей эры. Сухопутные маршруты во времена Августа также использовались индийскими посольствами, чтобы добраться до Рима.
Находки на Бет Дварка и на других местах на западном побережье Индии указывают, что здесь была развитая индо-римская торговля в течение первых двух веков нашей эры. Однако в 3-м веке произошел распад индо-римской торговли. Морские пути между Римом и Индией были закрыты, и, как следствие, объемы торговли вернулись на уровень до римской экспансии и освоения.

## Упадок и последствия
После римско-персидских войн районы, находившиеся под Римской Византийской империей, были захвачены Хосровом II из персидской сасанидской династии, но византийский император Ираклий отвоевал их (628 г.). Арабы, возглавляемые Амр ибн аль Асом, вошли в Египет в декабре 639 г. Это наступление положилo начало исламского завоевания Египта и падения таких портов, как Александрия, которые использовались римским миром для торговли с субконтинентом со времен династии Птолемеев.
Спад в торговле вызвал поворот международной торговли древней тамильской страны в Юго-Восточную Азию, где она повлияла на местную культуру в большей степени, чем на Рим. Однако знание о Индийском субконтинентe и его торговле было сохранено в византийских книгах, и вполне вероятно, что двор византийского императора по-прежнему сохранял определенную форму дипломатических отношений в регионе как минимум до времени Константина Багрянородного, в поисках союзника против растущего влияния исламских государств на Ближнем Востоке и в Персии, что видно в произведении «О церемониях».
Османы завоевали Константинополь в 15 веке (1453), положив начало турецкому контролю над наиболее прямыми торговыми путями между Европой и Азией. Османы сначала прекратили восточную торговлю с Европой, что в свою очередь привело к попыткам европейцев найти морской путь вокруг Африки, стимулированию европейской эпохи великих географических открытий, и в конечном итоге росту европейского меркантилизма и колониализма.